# Момчило Крајишник
Момчило Крајишник (Сарајево, 20. јануар 1945 — Бања Лука, 15. септембар 2020) био је српски и југословенски привредник и политичар из Републике Српске и Социјалистичке Републике Босне и Херцеговине. Био је предсједник првог вишестраначког сазива Скупштине СР Босне и Херцеговине (1990-1992) и први предсједник Народне скупштине Републике Српске.
Хашки трибунал осудио га је на 20 година затвора за ратне злочине. Крајишник је пуштен на слободу 2013. године, након двије трећине одслужене казне.

## Биографија
Момчило Крајишник рођен је 20. јануара 1945. године у Забрђу, код Сарајева. Завршио је студије и магистрирао на Економском факултету у Сарајеву. У политику се укључио у вишестраначком систему као финансијски директор радне организације у оквиру компаније „Енергоинвест”. Био је један од оснивача Српске демократске странке. На изборима 1990. био је изабран за посланика на листи СДС-а, а одмах затим и за предсједника Народне скупштине БиХ. Био је председник Скупштине СР Босне и Херцеговине у периоду између 21. децембра 1990. и 7. априла 1992. године. На функцији „спикера парламента” показао се као врло вјешт, стрпљив и упоран парламентарац. Био је познат по дугим тактичким паузама, којим је често прекидао напету атмосферу и бурне полемике међу посланицима националних странака. И у вишенационалној јавности је стекао репутацију сталоженог и мирољубивог српског политичара. Након вишеструке мајоризације од стране коалиције СДА-ХДЗ и демонстративног изласка српских посланика из Скупштине БиХ, Момчило Крајишник је 25. октобра 1991. био изабран и за предсједника Скупштине српског народа БиХ. Исту функцију, убрзо преименовану у предсједник Народне скупштине РС, обављао је све до првих послијератних избора 1996. године. Момчило Крајишник је био, дакле, први предсједник Народне скупштине Републике Српске у периоду 25. октобар 1991. све до маја 1996. године. Без обзира на формални значај те функције, владало је опште мишљење да је уз Караџића најутицајнији политичар у РС. Крајишник је уочи и током рата интензивно дјеловао и као један од српских представника у политичким и мировним преговорима, када су га међународни посредници због његове непопустљивости описали као „Mr. No” (господин не).
На изборима 1996. Крајишник је изабран за српског члана трочланог Предсједништва БиХ на мандат од двије године, а послије 1998. дјеловао је као сенатор РС (члан Сената Републике Српске је био од 1996. године) и страначки функционер. У раним јутарњим часовима 3. априла 2000. године француски специјалци СФОР-а ухапсили су га у кући на Палама и одвели у Хаг.

## Суђење пред Хашким трибуналом
Притворен је у затвору Међународног кривичног суда за бившу Југославију (Хашки трибунал) у Хагу. Иако Крајишник никада није обављао неку извршну функцију, као члан Ратног предсједништва по функцији оптужен је за ратне злочине прогона мањина, етничко чишћење, геноцид и сл. у Босни и Херцеговини.
Након смрти Слободана Милошевића, Крајишник је тада био највише рангирани политичар оптужен пред Трибуналом.
Дана 27. септембра 2006. пред Хашким трибуналом је проглашен кривим за истребљење, убиства, прогоне на политичкој, расној или верској основи, депортације и нечовечно поступање као и злочине против човечности, али не и за геноцид. Осуђен је на 20 година затвора. Након што је одлежао две трећине казне, нешто у истрази у Схевенингену, нешто у британским затворима, Крајишник је пуштен на слободу 30. августа 2013. године.
У Бања Луци и на Палама дочекан је са великим уважавањем, као један од твораца Републике Српске.

## Смрт
Крајишник је преминуо 15. септембра 2020. године у Бања Луци, након што је 30. августа примљен на Универзитетски клинички центар Републике Српске где му је установљена обострана упала плућа као последица ковида 19.
Сахрањен је 17. септембра на гробљу Прибањ, код Пала.